# Mort et funérailles de Winston Churchill
Winston Churchill, ancien Premier ministre du Royaume-Uni, est décédé le 24 janvier 1965, à l'âge de 90 ans. Il s'agissait des premières funérailles d'État pour une personnalité non membre de la famille royale britannique depuis Edward Carson, et elles resteront les plus récentes funérailles d'État au Royaume-Uni jusqu'à celles de la reine Élisabeth II le 19 septembre 2022. Les funérailles officielles ont duré quatre jours. La planification des funérailles, connues sous le nom d'« Operation Hope Not » a commencé 12 ans avant la mort de Churchill. Elle a été initiée après l'attaque cérébrale de Churchill en 1953, alors qu'il était dans son second mandat de Premier ministre. Après plusieurs révisions dues à la survie de Churchill (principalement parce que « les porteurs de cercueils mouraient l'un après l'autre », a expliqué Lord Mountbatten), le plan a été publié le 26 janvier 1965, deux jours après sa mort.
Par décret de la reine Elisabeth II, le corps de Winston Churchill est exposé dans la chapelle ardente du Palais de Westminster pendant trois jours à partir du 26 janvier. Le 30 janvier, l'ordre des funérailles a eu lieu à la Cathédrale Saint-Paul de Londres. De là, le corps est transporté par voie fluviale le long de la Tamise jusqu'à la gare de Waterloo, accompagné de salutation militaire. Dans l'après-midi, il a été enterré au cimetière de Saint-Martin à Bladon, lieu de repos de ses ancêtres et de son frère. En présence de représentants de 120 pays, de 6 000 personnes, et exceptionnellement de la Reine, de plus de 1000 policiers et agents de sécurité, de neuf fanfares militaires, de 18 bataillons militaires, de 16 avions de chasse Lighning électriques anglais de la Royal Air Force, d'un bateau spécial MV havengore et d'un train tiré par Winston Churchill, 321 360 personnes lui ont rendu hommage et plus de 350 millions de personnes ont assisté aux funérailles d'État les plus importantes de l'histoire,. Il a été remarqué « comme démontrant le génie britannique pour le spectacle public ».

## Contexte et plan funéraire
Élu plus grand britannique par un sondage de la BBC en 2022, Winston Churchill est connu pour avoir mené son pays (avec les Alliés) à la victoire en tant que Premier ministre du Royaume-Uni pendant la Seconde Guerre mondiale. En juin 1953, au cours de son second mandat de Premier ministre, il est victime d'une grave attaque cérébrale lors d'un dîner à Downing street et ce à l'insu de ses invités, il s'est effondré et est partiellement paralysé. La famille a gardé l'incident secret. Parmi les rares personnes qui ont été informées de la nouvelle, il y avait la reine Élisabeth II, qui occupait le trône depuis seulement un an. Elle charge le 16e duc de Norfolk,  en tant que Comte-maréchal,  responsable des funérailles d'État et des préparatifs en cas de décès de Churchill qui devraient être « à la hauteur de sa position dans l'histoire ». Un plan méticuleux et confidentiel intitulé « Operation Hope Not » est alors préparé. Churchill survit aux 12 années qui suivent, au cours desquelles des modifications nécessaires sont fréquemment apportées. Les documents finaux, intitulés « Funeral of the Late Sir Winston Leonard Spencer Churchill, K.G., O.M., C.H », ont été publiés le 26 janvier 1965, deux jours après la mort de Churchill. Ces documents dictaient le déroulement des funérailles dans leurs moindres détails.

## Mort
Churchill est mort dans la matinée du dimanche 24 janvier 1965 à son domicile du 28 Hyde Park Gate à Londres, exactement 70 ans après la mort de son père. Depuis 1949, il avait subi huit attaques cérébrales. La dernière date du 15 janvier 1965 et il ne s'en est jamais remis. Après l'attaque, il est resté la plupart du temps dans le coma ; ses derniers mots ont été adressés à son gendre Christopher Soames: « Je m'ennuie tellement de tout ça. »,. Son médecin, Lord Moran, a d'abord informé la Reine et le Premier ministre Harold Wilson de son décès, puis a fait l'annonce à 8h35, qui a été transmis à la presse en disant : « Peu après huit heures ce matin, Sir Winston Churchill est mort à son domicile à Londres. [Signé] Moran. »,. La BBC a relayé la nouvelle du décès dès 9h00 et a continué à diffuser la 5e symphonie de Beethoven, le thème d'ouverture avec trois notes courtes et une note longue qui indiquait la lettre « V » en Morse pour symboliser le geste emblématique de Churchill en temps de guerre, deux doigts levés pour montrer le  « V » de la victoire,,,.

« Sir Winston sera pleuré dans le monde entier par tous ceux qui lui doivent tant. Il est maintenant en paix après une vie au cours de laquelle il a créé l'histoire et dont on se souviendra aussi longtemps que l'histoire sera lue. »

— Harold Wilson
Ce jour- là, le président américain Lyndon B. Johnson a publié une déclaration officielle disant :

« Quand il y avait des ténèbres dans le monde, et que l'espoir était faible dans le cœur des hommes, une Providence généreuse nous a donné Winston Churchill »

— Lyndon B. Johnson
Le lendemain, les membres de la Chambre des communes lui ont rendu hommage,. Lors de la réunion, le Premier ministre a présenté une motion qui était une demande de la Reine concernant les lieux de repos et le service funéraire, et qui a été résolue comme suit : 

« Tant que les hommes raconteront cette époque de terrible danger et les hommes qui ont remporté la victoire, le nom de Churchill vivront...
Il est l'enfant de l'Histoire, et ce qu'il a dit et ce qu'il a fait ne mourra jamais »

— Les membres de la Chambre des Communes

## Embaumement
J. H. Kenyon Ltd, de Paddington, à Londres, les pompes funèbres de la Maison royale depuis 1928, ont été chargées de préparer la dépouille de Churchill pour les funérailles. Desmon Henley, embaumeur en chef de la société, se rendit au domicile de Churchill à Hyde Park Gate pour superviser le processus. Le corps de Churchill fut embaumé dans la même pièce où il était décédé.

## Cérémonies funéraires

### Chapelle ardente
Les funérailles ont commencé le mardi 26 janvier 1965. À 20h30, la police et le personnel de sécurité avaient pris leurs positions dans ce que le Daily Telegraph a rapporté comme étant la plus vaste opération de sécurité de ce genre jamais entreprise en Angleterre. À 21 h 15, le corps de Churchill a été transporté de sa résidence londonienne vers le palais de Westminster, il y est conduit par Cameron Cobbold, le Lord Chamberlain, et en compagnie des membres de sa famille.
Il est placé sur un catafalque devant Lady Churchill et Earl Marshall. À 21 heures, le premier tour de garde a été assuré dans le hall par les Grenadiers et les Coldstream Guards. Les jours suivants, la Royal Navy et cinq régiments de gardes à pied se sont également relayés.
L'exposition a eu lieu du mercredi 27 janvier au 30 janvier à 6 heures du matin, pendant lequel le palais de Westminster est resté ouvert 23 heures par jour. Une heure était réservée au nettoyage. La file d'attente faisait la plupart du temps plus d'un kilomètre de long et le temps d'attente était d'environ trois heures. 321 360 personnes sont venues se recueillir,.

### Procession
À 9 h 45 le samedi 30 janvier, les funérailles ont commencé par le retentissement du carillon de Big Ben. Il a été diffusé en direct sur la BBC, présenté par Richard Dimbleby. Par après l'horloge a été mise en sourdine pour le reste de la journée.
Une salve de quatre-vingt-dix coups de canon ont été tirés à Hyde Park pour marquer les quatre-vingt-dix ans de la vie de Churchill, . Le cercueil a été transporté hors de la salle par un cortège de huit gardes du 2e bataillon des Grenadier Guards, placé sur un affût de canon et drapé du drapeau de l'Union, sur lequel était placé l'insigne de l'Ordre de la Jarretière sur un coussin noir.
La procession a débuté au son du tambour de la Royal Navy, puis a été menée par la Royal Air Force et les gardes à pied. L'affût était tiré par quatre-vingt-dix-huit marins, tandis que quarante-quatre autres, derrière, tenaient des cordages.
Randolph Churchill et son fils Winston suivaient l'affût côte à côte, puis les membres masculins de la famille Churchill et le secrétaire privé de Churchill, Anthony Montague Browne, étaient tous a pied.
Lady Churchill et ses deux filles suivaient dans le carrosse de la Reine. Alors que le cortège quitte le New Palace Yard du Palais de Westminster, un seul coup de feu est tiré à St James's Park. Le défilé traverse Whitehall, Trafalgar Square, le Strand, Fleet Street, et remonte Ludgate Hill. Une fanfare était composée de trois officiers et de 96 soldats du 2e bataillon des Scots Guards.
Les bannières des mouvements de résistance danois ont été abaissées en signe de respect devant le cénotaphe. Au total, 2 500 soldats et civils ont pris part à la procession, tandis que quatre demi-compagnies de soldats bordaient les rues. Quatre majors du Queen's Royal Irish Hussars ont été chargés de porter les médailles, ordres et décorations de Churchill. Un coup de feu a été tiré toutes les minutes jusqu'à leur arrivée à Saint Paul.

### Ordre de service
Après une heure, l'office a commencé à la cathédrale Saint Paul. 3 500 personnes y assistent, dont la reine, qui n'a pas l'habitude d'assister aux funérailles de roturiers. Le protocole exigeait également que la reine soit la dernière à arriver à un événement, mais à cette occasion, elle a mis de côté l'étiquette royale, arrivant avant que le cercueil de Churchill ne soit dans l'église.
Il y avait douze porteurs de cercueils dans la cathédrale, dont Louis Mountbatten, 1er comte Mountbatten de Birmanie, le Premier ministre australien, Robert Menzies, et les anciens Premiers ministres britanniques Clement Attlee, Anthony Eden et Harold Macmillan. Âgé de 82 ans, Attlee était fragile et en mauvaise santé, mais a insisté pour qu'il soit le porteur car, Churchill lui avait demandé de le faire . Il a trébuché sur les marches menant à l'entrée de la cathédrale, le cercueil a failli tomber et n'a été sauvé que par deux soldats, les « pousseurs », venus de l'arrière.
Avec la présence d'officiels de plus de 112 pays, il s'agissait du plus grand rassemblement de dignitaires de l'histoire jusqu'aux funérailles de Josip Broz Tito en 1980, aux funérailles du pape Jean-Paul II en 2005 et aux funérailles de Nelson Mandela en 2013.
Parmi les invités figuraient le président français Charles de Gaulle, le premier ministre canadien Lester B. Pearson, le premier ministre de Rhodésie Ian Smith, l'ancien président américain Dwight D. Eisenhower, de nombreux autres chefs d'État et de gouvernement passés et présents, ainsi que des membres de plusieurs familles royales.
Churchill s'était expressément opposé à l'invitation de de Gaulle qui, selon lui, bien qu'ils aient été alliés pendant la guerre, était antibritannique, et a été plaidé par le duc de Norfolk pour des raisons d'amnistie politique ; ce à quoi Churchill a accepté à la condition que la gare de Londres et Waterloo soit utilisée au lieu de Paddington, comme prévu.
Robert Menzies, alors Premier ministre du Commonwealth ayant le plus d'ancienneté, et qui avait bien connu Churchill en temps de guerre, rendit hommage à son collègue dans le cadre de la diffusion des funérailles, tout comme le président Eisenhower.
Les hymnes préférés de Churchill ont été chantés, notamment « Fight the Good Fight », « He Who Would Valiant Be » et « Battle Hymn of the Republic ». La musique chorale était composée des « The Funeral Senteces » de William Croft, chantées pendant la procession d'entrée, et du Kontakion of the Departed, « Give rest, O Christ, to thy servant with thy Saints ».
Lors de l'action de grâces, Menzies a récité un éloge funèbre : 

« Dans toute l'histoire de l'humanité, la Seconde Guerre mondiale a été, je crois, la seule occasion où un homme, doté d'une imagination débordante, d'un feu brûlant en lui et d'une capacité inégalée à le transmettre aux autres, a remporté une victoire cruciale, non seulement pour les forces armées (car les héros étaient nombreux à l'époque), mais aussi pour l'esprit de la liberté humaine. C'est pourquoi, en ce jour, nous le remercions et nous remercions Dieu pour lui. »

— Sir Robert Menzies
À la fin du service, la Marche funèbre de Haendel a été jouée à l'orgue pendant que les porteurs de cercueils se préparaient. La congrégation a chanté Our God, Our Help in Ages Past (Notre Dieu, notre aide dans les âges passés) alors que le cercueil était transporté par les Grandes Portes Ouest.

### Transport
Après le service religieux, le cercueil de Churchill a été transporté par un groupe de porteurs des Grenadier Guards jusqu'à la Tour de Londres ; le trajet a duré 18 minutes, ce qui en fait la plus longue distance sur laquelle un cercueil a été porté par des porteurs lors de funérailles nationales. Arrivé à Tower Hill, le cortège a été mené par 60 cornemuseurs des Scots Guards, des Royal Inniskilling Fusiliers et des King's Own Scottish Borderers, qui ont joué des complaintes écossaises, puis une fanfare des Royal Marines a joué « Sunset » sur Tower Wharf.
L'Honourable Artillery Company a tiré une salve de 19 coups de canon, reconnaissant les fonctions de Churchill (en tant que chef du gouvernement). Le cortège s'est déplacé vers Tower Pier, où le cercueil a été transporté à bord du MV Havengore. Les matelots de la marine ont joué de la cornemuse et l'orchestre de la Royal Marine a joué la musique « Salute Rule » pour l'ancien Premier Lord de l'Amirauté. Seize avions de chasse Lightning électriques anglais de la Royal Air Force ont défilé en formation pendant que le bateau naviguait.
Alors que le cercueil remontait la Tamise, plus de 36 dockers ont abaissé les flèches de leurs grues pour faire un salut sur le côté sud de la rive. Cela ne faisait pas partie du plan et a été initialement désapprouvé par New Scotland Yard qui y voyait un hommage privé inutile. Les grues se trouvaient sous le Hay's Wharf (aujourd'hui Hay's Galleria) et l'hommage a été salué comme un geste de respect dans une action non répétée et spontanée,,,. Nicholas Soames, petit-fils de Churchill, a fait remarquer que cette activité inattendue était celle qui « nous a tous défaits ».
Mais lorsque Jeremy Paxman a diffusé son documentaire sur la BBC, Churchill : A Nation's Farewell en 2015, il a créé une controverse, via son documentaire, Paxman a interviewé l'un des dockers survivants, John Lynch, qui a affirmé que les travailleurs étaient payés pour se présenter au travail et qu'ils ont fait ce geste uniquement parce qu'ils étaient payés pour le faire car c'était un samedi, leur jour de congé. Lynch a ajouté que les dockers détestaient Churchill.
En réponse, David Freeman a rapporté qu'en 1965, David Burnett, alors directeur général de Hay's Wharf, avait publiquement révélé que le geste était volontaire. S'adressant au Daily Mail, Burnett avait déclaré : « Nous avons pensé que nous devions ajouter notre propre petit hommage à Sir Winston. Les dockers concernés ont immédiatement accepté de renoncer à leur temps libre... Nos hommes n'ont pas demandé d'heures supplémentaires. Ils seront payés une certaine sommes pour couvrir leurs dépenses ».
Rodney J. Croft a également décrit dans son livre de 2014 « Churchill's Final Farewell » que les grutiers ont volontairement fait le travail  sans avoir recours à la demande de paiement d'heures supplémentaires .
Dans les champs le long de l'itinéraire, et dans les gares par lesquelles le train est passé, des milliers de personnes se sont tenues en silence pour rendre un dernier hommage. Churchill a été enterré dans le cimetière de Saint Martin lors d'une cérémonie familiale privée. Il a été entreposé dans une tombe près de ses parents et de son frère.

### Enterrement
Depuis le MV Havengore, le cercueil a été récupéré par un corbillard Austin Princess noir à Festival Pier.
Le corbillard n'est escorté que par une grande limousine destinée à la famille Churchill. Le cercueil est arrivé à la gare de Waterloo à 13h23 et a été pris en charge par dix soldats des Queen's Royal Irish hussars et a été placé dans un train spécialement préparé, dont la locomotive s'appelait Winston Churchill et qui devait le transporter jusqu'à sa destination finale, la gare de Hanborough dans l'Oxfordshire Le fourgon funéraire, No. S2464S, avait été mis de côté en 1962 spécifiquement pour le train funéraire,,,.
Dans les champs le long de l'itinéraire, et dans les gares par lesquelles le train est passé, des milliers de personnes se sont tenues en silence pour rendre un dernier hommage. Churchill a été enterré dans le cimetière de St Martin lors d'une cérémonie familiale privée. Il a été déposé dans une tombe près de ses parents et de son frère.

## Les réactions de la reine
La reine Elizabeth II a immédiatement envoyé une lettre de condoléances à Lady Churchill après avoir été prévenue de la mort de Churchill le 24 janvier 1965, disant : 

« Le monde entier est appauvri par la perte de son génie aux multiples facettes, tandis que la survie de ce pays et des nations sœurs du Commonwealth, face au plus grand danger qui ne les ait jamais menacés, sera un mémorial perpétuel à son leadership, sa vision et son courage indomptable. »

— Elisabeth II
La reine a envoyé un message à la Chambre des communes concernant les procédures pour les funérailles de Churchill, et a été lue le 25 janvier, qui disait: 

« Je sais que tous mes concitoyens souhaitent que la perte que nous avons subie à la suite du décès du très honorable Sir Winston Churchill, K.G., soit accueillie de la manière la plus appropriée et qu'ils aient l'occasion d'exprimer leur chagrin et leur vénération à la mémoire de cet homme remarquable qui, en temps de guerre et de paix, a servi son pays sans relâche pendant plus de cinquante ans et qui, aux heures les plus dangereuses, a été le chef inspirant qui nous a tous renforcés et soutenus.
Confiante dans le fait que je peux compter sur le soutien de mes fidèles députés et sur leur libéralité pour prendre les dispositions nécessaires à l'acquittement de notre dette de gratitude et de notre tribut à la douleur nationale, j'ai ordonné que le corps de Sir Winston repose en là chapelle ardente dans le Westminster Hall et qu'ensuite le service funèbre ait lieu dans l'église cathédrale de St. - ELIZABETH REGINA »

— Elisabeth II
La Reine a rompu certains protocoles royaux lors des funérailles de Churchill. Premièrement, l'étiquette royale veut que le monarque n'assiste pas aux services funèbres en dehors de la famille royale. Deuxièmement, non seulement elle a assisté au service, mais elle était parmi les premiers officiels à arriver à Saint Paul, faisant sa présence avant même l'arrivée du cercueil et de la famille Churchill.
La coutume royale veut que le monarque soit toujours le dernier à arriver, quel que soit l'événement. De plus, la convention royale veut que le monarque soit également le premier à quitter ou à mettre fin à un événement en cours,.
À la fin du service funèbre, la Reine a suivi la famille Churchill hors de la cathédrale. À propos de ces actes inhabituels de la reine, Nicholas Soames a commenté : « Il est absolument exceptionnel, voire unique, que la reine accorde la préséance à qui que ce soit. Le fait qu'elle soit arrivée avant le cercueil et avant mon grand-père était un geste magnifique et très touchant ».

## Dignitaires
Les funérailles de Churchill ont été le plus grand rassemblement de dirigeants mondiaux des années 1960 et à l'époque, de l'histoire. Des représentants de 112 pays et de nombreuses organisations étaient présents, dont 5 rois, 2 reines, 1 empereur, 1 grand-duc, 2 reines consorts, 15 présidents, 14 Premiers ministres et 10 anciens dirigeants. Le seul absent notable était Lyndon B. Johnson, président des États-Unis, qui était malade à ce moment-là. Le représentant officiel des États-Unis était Earl Warren, Chef de la justice des États-Unis.
- ONU : U Thant : secrétaire général des Nations unies
- : René Maheu : Directeur général de l'UNESCO
- Commonwealth : Arnold Smith : secrétaire général du Commonwealth
- Union européenne : Jean Rey : président de la Commission européenne[réf. nécessaire]
- Royaume-Uni : Élisabeth II : reine du Royaume-Uni, Philip Mountbatten : duc d'Édimbourg, Charles : prince de Galles, Harold Wilson : premier ministre du Royaume-Uni. Clement Attlee, Harold Macmillan, Alec Douglas-Home : anciens Premier ministres britanniques.
- Irlande : Tánaiste, Frank Aiken : Ministre des Affaires étrangères d'Irlande
- Jamaïque : Alexander Bustamante : premier ministre de la Jamaïque
- Tunisie : Bahi Ladgham : premier ministre tunisien
- Tunisie Habib Bourguiba : président tunisien
- Australie : Robert Menzies : premier ministre d'Australie
- Nouvelle-Zélande : Keith Holyoake : premier ministre de Nouvelle-Zélande
- Danemark : Frédéric IX : roi de Danemark
- Norvège : Olav V : roi de Norvège
- France : Charles de Gaulle : président de la République française
- Autriche : Alfons Gorbach : chancelier fédéral d'Autriche
- Suisse : Hans Peter Tschudi : président de la Confédération suisse
- Italie : Giuseppe Saragat : président de la République italienne
- Finlande : Urho Kekkonen : président de la République de Finlande
- Allemagne de l'Ouest : Ludwig Erhard : Chancelier d'Allemagne de l'Ouest
- Belgique : Baudouin : roi des Belges
- Grèce : Constantin II : roi des Hellènes, Anne-Marie : reine des Hellènes, Frederika de Hanovre
- Pays-Bas : Juliana : reine des Pays-Bas, Bernhard de Lippe-Biesterfeld : prince consort des Pays-Bas
- Pakistan : Zulfikar Ali Bhutto : ministre des Affaires étrangères
- Luxembourg : Jean : grand-duc de Luxembourg
- Roumanie : Michel Ier : roi de Roumanie
- Yougoslavie : Petar Stambolić : premier ministre de Yougoslavie
- Vatican : Egidio Vagnozzi, Nonce apostolique
- Canada : Lester B. Pearson : premier ministre canadien
- Israël : Zalman Shazar : président israélien
- Afrique du Sud : Charles Swart : président de la république d'Afrique du Sud
- Union soviétique : Anastase Mikoïan, président du Présidium du Soviet suprême de l'Union soviétique
- Éthiopie : Haïlé Sélassié Ier : empereur d'Éthiopie
- Suède : Tage Erlander : premier ministre de Suède
- Espagne : Agustín Muñoz Grandes : vice-Premier ministre
- Portugal : Américo Tomás : président du Portugal
- Rhodésie : Ian Smith : premier ministre de Rhodésie
- Zambie : Kenneth Kaunda : présidents de Zambie
- Turquie : İsmet İnönü : premier ministre de Turquie
- Algérie : Abdelkadir Chanderil : président d'Algérie
- Viêt Nam : Nguyễn Văn Thiệu : président du Viêt Nam
- Japon : Nobusuke Kishi : Anciennement premier ministre japonais[56]
- Corée du Sud : Park Chung-hee : présidents de Corée du Sud
- Philippines : Diosdado Macapagal : président des Philippines
- Cambodge : Norodom Kantol : premier ministre du Cambodge
- États-Unis : Earl Warren : juge en chef des États-Unis, Dwight D. Eisenhower : General of the Army, Dean Rusk : secrétaire d'État des États-Unis, David K. E. Bruce : ambassadeur des États-Unis au Royaume-Uni, Lloyd Hand : chef du protocole des États-Unis

### Absences marquantes
Le président Johnson n'a pas assisté aux funérailles ni envoyé son vice-président Hubert Humphrey pour représenter les États-Unis. À la place, il a envoyé une délégation dirigée par le juge en chef Earl Warren et composée du secrétaire d'État Dean Rusk, de l'ambassadeur au Royaume-Uni David K. E. Bruce et du chef du protocole Lloyd Hand. Rusk n'a pas assisté au service pour cause de maladie. Au moment de la mort de Churchill, Johnson avait été hospitalisé à l'hôpital naval américain de Bethesda en raison d'un rhume.
Cependant, il était à la Maison-Blanche avant les funérailles et a déclaré aux journalistes le 27 janvier que les médecins lui avaient conseillé de ne pas faire le voyage, disant : « Je n'ai pas le sentiment de rebondissement que j'ai habituellement » ,. Lors de la conférence de presse du président le 4 février, il a présenté des excuses publiques, déclarant :

« J'ai examiné la liste des délégués représentant leur pays aux funérailles de Churchill et je n'ai pas observé que les autres nations avaient envoyé, dans la plupart des cas, soit leur homme le plus haut placé, soit le suivant  À la lumière de votre intérêt et d'autres intérêts, j'ai peut-être commis une erreur en demandant au Chef de la Justice d'y aller et non au Vice-président. Je garderai à l'esprit, en ce qui concerne les funérailles, vos sentiments très forts en la matière et j'essaierai d'agir conformément à notre intérêt national. »

— Lyndon B. Johnson
La réponse de Johnson a été largement critiquée et a été attribuée comme faisant partie de son manque de crédibilité. L'ancien président Dwight D. Eisenhower a assisté à la cérémonie sur invitation privée. Un autre ancien président, Harry S. Truman, a également été invité, mais n'a pu se déplacer pour cause de maladie.
Éamon de Valera, président de l'Irlande, n'a pas été invité aux funérailles. Il était un antagoniste déclaré de Churchill, notamment pour l'implication de ce dernier dans la partition de l'Irlande. En apprenant le décès, il a fait l'éloge de Churchill comme « un grand Anglais », tout en ajoutant qu'il était aussi « un dangereux adversaire » Il avait suscité une controverse en signant le livre de condoléances d'Adolf Hitler le 2 mai 1945 à l'ambassade d'Allemagne à Dublin, deux jours après la mort d'Hitler.
La Chine était le seul pays à ne pas envoyer de représentants aux funérailles.

## Conséquences
Alors que Lady Churchill se couchait, elle dit à sa fille Mary (Lady Soames, baronne Soames), « Ce n'était pas un enterrement, Mary - c'était un triomphe ».
Le Scots Guards Battalion Digest a rapporté que « sans aucun doute, les funérailles d'État du 30 janvier ont été le défilé le plus émouvant auquel la majorité du bataillon ait jamais participé ou observé. Un timing parfait, une répétition détaillée et une grande dignité se sont combinés pour en faire une occasion fière et merveilleuse ». Le 31 janvier, The Observer a rapporté que « c'était la dernière fois que Londres serait la capitale du monde. C'était un acte de deuil pour le passé impérial. Cela marquait le dernier acte de la grandeur de la Grande-Bretagne... C'était un triomphe. C'était une célébration d'une grande chose que nous avons faite dans le passé. ».
En l'espace d'une semaine, plus de 100 000 personnes avaient visité la tombe. En 1998, la pierre tombale de Churchill a dû être remplacée, car le grand nombre de visiteurs au fil des ans l'avait érodée, ainsi que ses environs. Une nouvelle pierre a été dédiée en 1998 lors d'une cérémonie à laquelle assistaient des membres de la famille Spencer-Churchill.
Comme les funérailles ont eu lieu le 30 janvier, qui est aussi l'anniversaire de la naissance de Franklin D. Roosevelt, les gens aux États-Unis l'ont marqué en rendant hommage à l'amitié de Churchill avec Roosevelt. Ceux qui ont assisté à un service sur la tombe de Roosevelt, dans sa maison de Hyde Park, à New York, ont entendu des orateurs parler de la coïncidence de la date dans les archives de deux dirigeants qui ont partagé l'histoire.
Le président français de Gaulle a commenté : « Maintenant, la Grande-Bretagne n'est plus une grande puissance. ».

## Succession au décès
Le 9 février 1965, à Londres, une homologation a été accordée sur la succession de Churchill à Lady Churchill, Mary Soames et Sir John Colville, avec une évaluation pour l'homologation de 304 044 £, ce qui équivaut à 6 262 884 £ en 2021.